# 逆愛
《逆愛》（英語：Revenged Love）是一部2025年中国网络同志剧，由導演藏頭詩執導，梓渝、田栩寧、展軒與劉軒丞主演，改编自朱文嬌（筆名柴雞蛋）的网络同志小說《逆襲》並親自監製 。
雖然本劇大部分是在中國無錫取景拍攝，但因為中國影視政策關係無法在本地電視及網路平台播放，故採取「環大陸」式播放，意即在中國以外國家的網路平台上映，如GagaOOLala、Youtube等；另因應此政策為了不讓此劇在中國被熱搜到封殺，劇迷們自發性的用如相反詞順恨、順殺（劇組改）等 ，或劇中角色性質的蛇夫與糖郎、大寶天天見等在中國網路上發文或標籤。
本劇於2024年8月底殺青，2025年6月16日首播，共24集。首週6月16日與17日各播出兩集，其後每週一、二各更新一集，第11、12集原定於7月14日與15日播出，因故延期至7月18日與19日。原定於8月26日播出最終集，但官方8月8日臨時宣布調整播放安排，當日播出第19及20集，隨後每日更新一集，並已於8月12日播出完結篇。
楽天TV則於6月27日開始上架本劇（日本時間18時更新），播出進度較主平台延後，並於8月26日（日本時間21時）播出完結篇。

## 播出時間
| 上線時間      | 平台        |
| 2025年6月16日 | DailyShort  |
| 2025年6月16日 | GagaOOLala  |
| 2025年6月16日 | Heavenly    |
| 2025年6月16日 | RakutenViki |
| 2025年6月16日 | Viu         |
| 2025年6月16日 | YouTube     |
| 2025年6月27日 | 楽天TV      |

## 劇情簡介
吳其穹與女友岳悅交往多年，但因吳其穹（窮）的小氣個性與不富裕的家境讓岳悅受不了憤而要分手並轉向富二代池騁，吳其穹原本想努力向上並改變自己來挽回岳悅，但三番兩次創業都剛好被池騁打斷，甚至還當場看到岳悅來找池騁，故以為池騁是因為岳悅而針對他，於是便展開所謂的報復計畫—把（以為是）岳悅現任男友的池騁搶過來讓她難看，於是找好友同志姜小帥拜師學如何追男人，並改名為吳所畏，不過在後來報復計畫中面對池騁反過來的追勢，反而慢慢深陷其中無法自拔，最後反到真心愛上他願意為他而彎；而姜小帥原本被前任傷到封閉的心，也因為池騁的拜把兄弟郭城宇出現並鍥而不捨的追求而慢慢打開。

## 製作背景
選角過程
原著作者兼製作人柴雞蛋透露，飾演「吳所畏」一角的演員梓渝，最初僅為備選人選之一。由於試鏡當時他剛完成其他作品拍攝，仍為光頭造型，與角色形象落差較大，初次表現未獲青睞。其後梓渝主動爭取再次試鏡，並戴上假髮重新演出，表現大幅提升，適逢原本已接洽的演員臨時辭演，最終由他取得該角色。
與之相對，飾演「池騁」的田栩寧則是柴雞蛋心中飾演該角色的首選。她曾三度主動接洽，前兩次皆因檔期或其他原因未果，第三次透過視訊會談達成共識，並迅速確定由其出演，甚至未安排正式試鏡，以避免再次錯失。
配音選角過程
在配音安排上，吳所畏一角原本計劃由其他配音員擔任，但試聽多位人選後，製作團隊認為演員本人聲音更為契合，最終由飾演者梓渝親自完成配音。雖然他沒有配音經驗，需在錄音棚中對口型與語氣進行還原，但最終成品獲得配音導演肯定。
池騁一角在錄製初期曾暫定由另一位配音員擔任，後來在試聽到配音員順子的版本後，製作方認為其聲音特質更符合角色形象，因此決定更換人選，並在超出預算的情況下追加經費予以聘用。
配樂選曲
根據導演表示，本劇背景音樂（BGM）的選曲過程主要基於其平時廣泛聆聽音樂的習慣，並將與劇情氛圍相符的曲目收藏備用。
由於預算限制，劇組無法大量委託原創作曲，主要透過各大版權音樂平台搜尋合適曲目，並輔以人工智慧技術協助尋找風格相近的音樂。製作團隊透過標籤分類及反覆聆聽，篩選出最終納入劇中的配樂。進入配樂製作階段時，篩選出的曲目會交由音樂監製進行編排與製作。

## 演员阵容
領銜主演
- 梓渝 飾 吳所畏（兼任配音）
- 田栩寧 飾 池騁（配音：順子[18]）
- 展軒 飾 郭城宇（配音：張東）
- 劉軒丞 飾 姜小帥（配音：李靖）

主演
- 劉駿 飾 汪碩（配音：魏一凡）
- 王渝喬 飾 汪朕（配音：邵彤）
- 孫千予 飾 岳悅（配音：劉蕊）

主要演員
- 程世宇 飾 池遠端（配音：劉若班）
- 蓉 飾 鐘文玉（配音：阿步）
- 秦越 飾 張麗雅（配音：李泓霖）
- 趙明川 飾 李剛（配音：田豐恺）
- 李睿智 飾 李旺（配音：姜波）
- 吳亞麗 飾 池佳麗（配音：李楊）
- 博爾吉特 飾 孟韜

## 電視劇歌曲
| 曲別   | 歌名           | 演唱者 | 作詞         | 作曲   |
| 片頭曲 | 肆意生花       | 梓渝   | 俞鵬、呂宏航 | 呂宏航 |
| 片尾曲 | 地球最後的夜晚 | 展軒   | 俞鵬、展軒   | 俞鵬   |

配樂
- Andres Bertoglio 《All the Lights》
- Baptiste Thiry 《Soon Become the Night》
- Bruce Maginnis & Braden Evans 《I'm Sorry》
- Edward Hogston 《Broken Promise》 & 《Clouds Around》 & 《Sleepless》
- Freudian Black 《Sea Turtles》
- Giacomo Trivelli & Matt Sibley 《Dust》
- Glacier & Summit 《Like Roses》
- Paper Swans 《Somewhere in Your Eyes》
- Paul Thorne, Sergey Kolosov 《Just the Beginning》
- Qian Li 《A Country Scene》
- Sandia & Idalia 《Burns Like Fire》
- Tatiana Ilyashova & Lyanna Austin 《Sweet Summer Rain》
- Yan Clermont 《My North Star》
- Zhang Hao & Zhao Junrui 《Solo Driving》 & 《Twilight Boulevard》

## 影響與後續事件
播出成績與全球影響力
本劇於2025年在GagaOOLala播出後，迅速成為該平台上半年最受歡迎的劇集，登上熱門戲劇榜首。該劇在多個國家和地區引起觀眾關注，其劇情設計與角色互動在社群平台引發廣泛討論。部分片段被大量轉載，亦催生眾多二次創作內容，為播出平台帶來明顯流量成長。
停播風波與官方回應
2025年7月中旬，劇方無預警宣布暫停更新，未公布復播時間，引發觀眾討論與揣測。製作人兼原著作者柴雞蛋澄清停播為內容調整及完善所需，涉及翻譯及配音工作。隨後官方發布復播公告，恢復每週兩集更新。
演員相關爭議
隨著劇集的播出並走紅，主演們因人氣上升而引發部分爭議。主演梓渝因感情相關爭議成媒體焦點，有自稱其前女友者於社群平台指控其在交往期間存在不當行為，梓渝本人對此承認在處理感情上的不成熟並致歉，事件影響其粉絲數及部分合作。與梓渝在劇中搭檔的田栩寧遭謠傳已婚生子，經紀公司澄清其為單身並對相關造謠採取法律行動。另一主演劉軒丞被指控涉及經濟糾紛，經紀公司通過司法程序澄清並否認任何違法行為。
此外，梓渝與田栩寧亦面臨私生飯的過度追蹤與騷擾，包括跟拍、騷擾電話與現場騷擾等情形，經紀公司對部分私生飯採取法律措施以維護藝人權益。
角色戲份傳言與澄清
針對觀眾質疑「孟韜」戲份遭刪，飾演者博爾吉特於微博澄清，表示相關劇情皆有拍攝並完整剪入，傳言源於直播用語與拍攝場景誤解，並附上劇本與通告單佐證。